# 26462 Albertcui
26462 Albertcui è un asteroide della fascia principale. Scoperto nel 2000, presenta un'orbita caratterizzata da un semiasse maggiore pari a 2,3252505 UA e da un'eccentricità di 0,1209288, inclinata di 5,48028° rispetto all'eclittica.